# Oxypetalum reitzii
Oxypetalum reitzii är en oleanderväxtart som beskrevs av J. Fontella Pereira och N. Marquete Ferreira da Silva. Oxypetalum reitzii ingår i släktet Oxypetalum och familjen oleanderväxter. Inga underarter finns listade i Catalogue of Life.